# صندوق تحيا مصر
صندوق تحيا مصر هو صندوق ذو طبيعة خاصة له شخصية اعتبارية ويتمتع بالاستقلال المالي والإداري يتبع رئيس مجلس الوزراء ويتمتع بصفة خاصة برعاية رئيس الجمهورية وعنايته. أنشئ بموجب قرار رئيس الجمهورية رقم 139 لسنة 2014 وقرار رئيس الجمهورية رقم 84 لسنة 2015. تم الإعلان عنه ضمن مبادرة الرئيس عبد الفتاح السيسي لدعم اقتصاد مصر والتغلب على الظروف الاقتصادية الصعبة التي تمر بها البلاد، ودعم العدالة الاجتماعية. وفي أبريل 2021، وافق مجلس النواب على مشروع تعديل قانون، مقدم من الحكومة، بما يسمح بإعفاء صندوق تحيا مصر من جميع الضرائب والرسوم الحاضرة والمستقبلية.

## مجلس الأمناء
للصندوق مجلس أمناء يتولى رسم السياسة العامة للصندوق برئاسة رئيس مجلس الوزراء وعضوية كل من:
- فضيلة الإمام الأكبر شيخ الأزهر.
- قداسة بابا الإسكندرية بطريرك الكرازة المرقصية.
- محافظ البنك المركزي المصري.
- وزير المالية.
- وزير التخطيط والمتابعة والإصلاح الإداري.
- وزير الاستثمار.
- وزير الصناعة والتجارة والمشروعات الصغيرة والمتوسطة.
- وزير العدل.
- ستة أعضاء من الشخصيات العامة وذوي الخبرة يصدر بتعيينهم قرار من رئيس الجمهورية.[2][8]

## بدايته
في 24 يونيو 2014 أعلن الرئيس المصري عبد الفتاح السيسي عن تنازله عن نصف راتبه البالغ 42 ألف جنيه مصري تعادل نحو 5900 دولار، وكذلك عن نصف ما يمتلكه من ثروة لصالح مصر في ظل الظروف الاقتصادية الصعبة التي تمر بها، مطالباً المصريين ببذل الجهد والتكاتف خلال هذه المرحلة.
وفي 1 يوليو 2014 أعلنت رئاسة الجمهورية عن تدشين صندوق «تحيا مصر» تفعيلًا للمبادرة التي سبق وأن أعلنها الرئيس بإنشاء صندوق لدعم الاقتصاد.
وأصدرت الرئاسة بيانًا قالت فيه: إن ذلك يأتي تقديرًا للحظات الدقيقة التي يمرُ بها الوطن، وما يصاحبها من ظروف اقتصادية واجتماعية حرجة استدعت مشاعر المصريين الإيجابية تجاه الوطن، كما أبرزت العزيمة الوطنية والإرادة الحقيقية لجموع الشعب المصري العظيم بحتمية العبور بمصرنا الحبيبة إلي آفاق مستقبل واعد يليق بعراقة ماضيها وتضحيات أبنائها. وإيمانًا بأنه واجب علينا جميعًا استنهاض قدراتنا الذاتية كأحد أهم الأدوات لبناء الوطن في ضوء ما يواجهه من تحديات علي كافة المستويات ولا سيما على الصعيد الاقتصادي."
وتم إنشاء حساب بالبنك المركزي تحت رقم 037037 لتلقي مساهمات المصريين في الداخل والخارج بجميع البنوك المصرية لحساب الصندوق، ومن المُقرر أن يكون الصندوق تحت الإشراف المُباشر من رئيس الجمهورية.

## التبرعات
في 7 يوليو 2014 تبرع عبد الفتاح السيسي لصندوق تحيا مصر بنفسه في البنك الأهلي المصري فرع مصر الجديدة.
تفاعل عدد من رجال الأعمال مع المبادرة وتجاوزت مساهمات رجال الأعمال الذين استجابوا لدعوة الرئيس عبد الفتاح السيسى للمساهمة في صندوق «تحيا مصر» لإنعاش الاقتصاد الخمسة مليارات جنيه. وأعلن العديد من رجال الأعمال خلال إفطارهم مع الرئيس عبد الفتاح السيسى في قصر الاتحادية، يوم 13 يوليو 2014، عن مساهمتهم بمبالغ مالية كبيرة، وحصص بنسب من الأسهم التي يمتلكونها في شركاتهم، بجانب إنشائهم شركات متخصصة في البنية التحتية والخدمات المكملة للمشاريع المعتمدة في خطط التنمية الاقتصادية.

### أبرز المتبرعين
| المتبرع                        | قيمة التبرع                       |
| ------------------------------ | --------------------------------- |
| القوات المسلحة المصرية         | مليار جنيه                        |
| شركات "أوراسكوم" وعائلة ساويرس | 3 مليارات جنيه                    |
| المهندس محمد الأمين            | 1.2 مليار جنيه                    |
| عامر جروب                      | 500 مليون جنيه                    |
| البنوك المصرية                 | 300 مليون جنيه                    |
| محمد فريد خميس                 | 30 مليون جنيه                     |
| أحمد أبو هشيمة                 | 100 مليون جنيه                    |
| الدكتور أحمد بهجت              | 30% من الأسهم المملوكة له بشركاته |
| أيمن الجميل                    | 150 مليون جنيه                    |
| محمد أبو العينين               | 250 مليون جنيه                    |
| حسن راتب                       | 100 مليون جنيه                    |
| صلاح دياب                      | 6.5 مليون دولار                   |
| شركة جهينة                     | 50 مليون جنيه                     |
| الاتحاد العام لنقابات عمال مصر | 5 مليون جنيه                      |
| دكتورة نوال الدجوي             | 20 مليون جنيه                     |
| البنك العربي الأفريقي الدولي   | 20 مليون جنيه                     |
| شركة مصر القابضة للتأمين       | 25 مليون جنيه                     |

كما أعلن المهندس علاء السقطي، رئيس جمعية مستثمرى بدر، عن تأسيسه شركة برأس مال 200 مليون جنيه لتنفيذ خطط الدولة في البنية التحتية من مشروعات غاز وترفيق أراضٍ وخدمات بمدينة بدر.

## الشركات التابعة
- شركة تحيا مصر القابضة للاستثمار والتنمية
- شركة أسواق مصر إكسبريس للتطوير والإدارة
- شركة مصر للتأجير التمويلي (BM lease)[20]
- شركة بوابة مصر للعالم الرقمية EG GATE [21]
- شركة مصر للإدارة التعليمية [22]
- الشركة الوطنية لإنتاج أدوية الأورام السرطانية (WE CAN EG)
- شركة مصر لرأس المال المخاطر

## وصلات خارجية
- موقع صندوق تحيا مصر
- الصفحة الرسمية للصندوق على موقع فيس بوك